# Bayerische Pfarrgeschwisterschaft
Die Bayerische Pfarrgeschwisterschaft – Theologische Weggemeinschaft aus der Bekennenden Kirche ist eine evangelische Bruderschaft in Bayern. Bis 2022 hieß sie Bayerische Pfarrbruderschaft – Theologische Weggemeinschaft von Frauen und Männern.

## Geschichte
An zahlreichen Orten in Deutschland wurden im Kirchenkampf während der Zeit des Nationalsozialismus von der Bekennenden Kirche sogenannte Bruderräte gegründet. Der Gleichschaltung der Evangelischen Kirche durch den Nationalsozialistischen Staat wollte man durch eigene Strukturen an der Basis begegnen. Theologisch verbunden war man in der gemeinsamen Bezugnahme auf die Barmer Theologische Erklärung.
Auch in Bayern, das sich zu den Intakten Kirchen rechnete, wurde 1934 ein Bruderrat gegründet. Er vertrat die Bayerische Pfarrbruderschaft nach außen. Zu den Gründungsmitgliedern gehörten auch Kurt Frör und Karl Steinbauer, der für seinen mutigen Einsatz mehrfach inhaftiert wurde.
Nach dem Zweiten Weltkrieg blieb die Bayerische Pfarrbruderschaft bestehen. Sie behielt das Ziel der „wachen Zeitgenossenschaft“. Die politischen und gesellschaftlichen Ereignisse werden in jährlichen Tagungen analysiert und unter dem Vorzeichen des Glaubens besprochen.
Von der Gründung an hatte die Bayerische Pfarrbruderschaft auch Frauen unter ihren Mitgliedern. Sie setzte sich für die Ordination von Frauen ins Pfarramt ein, lange bevor dies in der Bayerischen Landeskirche möglich wurde. Den Namen Pfarrbruderschaft behielt man um der Tradition willen bei, fügte aber im Jubiläumsjahr 1994 den Zusatz Theologische Weggemeinschaft von Frauen und Männern hinzu.
Auf der Pfingsttagung 2022 beschloss die Mitgliederversammlung, der Pfarrbruderschaft einen neuen Namen zu geben, um den zunehmenden Missverständnissen zu begegnen. Mit großer Mehrheit wurde die Umbenennung zu Bayerische Pfarrgeschwisterschaft - Theologische Weggemeinschaft aus der Bekennenden Kirche beschlossen. Auf derselben Pfingsttagung erfolgte zudem die Gründung eines e.V. mit diesem neuen Namen.

## Karl-Steinbauer-Zeichen
In unregelmäßigen Abständen verleiht die Bayerische Pfarrbruderschaft das Karl-Steinbauer-Zeichen für Zivilcourage. Preisträger sind
- 2000 der Augsburger (katholische) Pfarrer Siegfried Fleiner, der jahrelang Flüchtlingen Kirchenasyl gewährte,
- 2002 die Bernsdorfer Pfarrerin Angelika Scholte-Reh, die beherzt zur Deeskalation gegenüber Rechtsradikalen beitrug,
- 2004 der Egerer Dekan Lubomir Libal, der sich seit Jahrzehnten für die Versöhnung zwischen Tschechen und Deutschen einsetzt,
- 2005 die Diakonische Einrichtung Servizio Cristiano, die den Menschen in Sizilien ein Leben diesseits der Illegalität und der Mafia zeigt[2]
- 2009 die Grundschullehrerin Sabine Czerny, die sich dafür einsetzt, dass allen Kindern eine gute Schulbildung zuteilwird.[3]

- 2019 an die Pfarrerin Simone Hahn.
- 2020 die Organisation der Sea-Watch, welche sich für die Seenotrettung Geflüchteter einsetzt.

## Geschwisterräte
Auf der Pfingsttagung 2022 wurde folgender Geschwisterrat neu gewählt (2022–2026): Pfr. Thomas Braun als Senior. Pfrin. Julia Illner als stellv. Seniorin. Pfr. Mark Meinhard als Geschäftsführer. Pfr. Holger Forssmann, Pfr. Ulrich Eckert, Pfrin. Karin Volke-Klink, Pfrin. Beate Krämer, Pfr. Falko von Saldern, Friedrich Jehnes und Pfr. Thomas Miertschischk wurden als Beiräte gewählt.